# Асимптоматично заболяване
В медицината заболяване се счита за асимптомично (или безсимптомно), ако пациентът е носител на заболяване или инфекция, но няма проявени симптоми. Състоянието може да е безсимптомно, ако не провява забележимите симптоми, с които обикновено се свързва. Асимптоматичните инфекции се наричат също субклинични инфекции. Други заболявания (като психични заболявания) могат да се считат за субклинични, ако представят някои, но не всички симптоми, необходими за клинична диагноза.